# Concatedral de Nuestra Señora de Guadalupe (Belmopán)
La Concatedral de Nuestra Señora de Guadalupe (en inglés: Our Lady of Guadalupe Co-Cathedral) es un edificio religioso que funciona como la catedral católica ubicado en el Bulevar Unity del Distrito Cayo en la ciudad de Belmopán, la capital del país centroamericano de Belice. Sirve como una co- catedral de la Diócesis de Belice-Belmopán con la Catedral del Santo Redentor en la antigua capital la Ciudad de Belice. Las misas son celebradas en inglés y español, debido a la importante presencia hispana en ese país. Está dedicada como su nombre lo indica a Nuestra Señora de Guadalupe, patrona de América.